# Matt Garrison (Bassist)

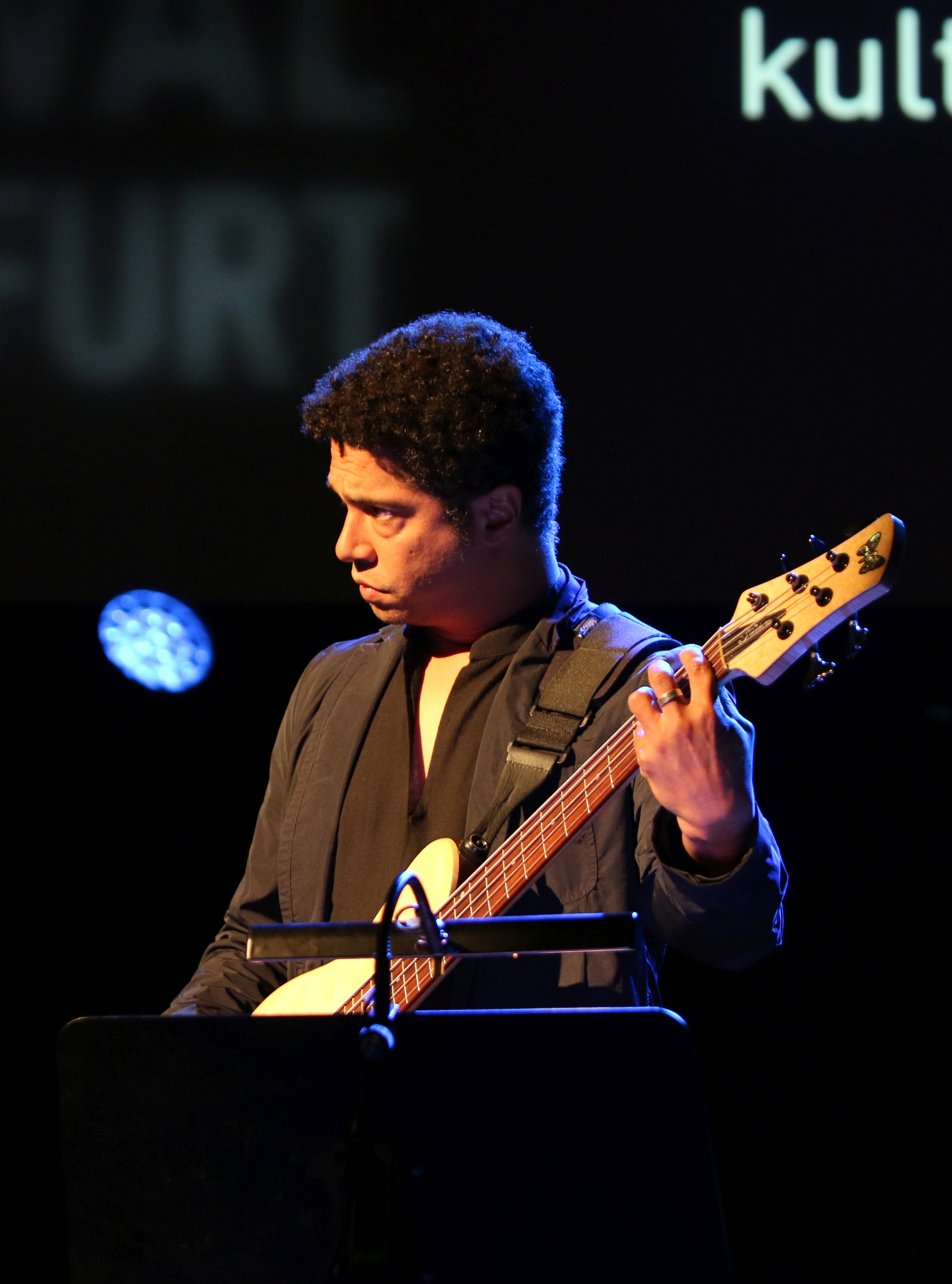
Matt Garrison (2015 in Frankfurt a. M.)

Matthew „Matt“ Garrison (* 2. Juni 1970 in New York City/USA) ist ein US-amerikanischer Jazz-Bassist. Er ist Sohn des Bassisten Jimmy Garrison und von Roberta Escamilla Garrison. Nach dem Tod seines Vaters wanderte die Familie nach Italien aus, wo Garrison mit dem Spielen von Bass und Piano begann. 1988 kehrte er in die USA zurück. Dort lebte er für zwei Jahre bei Jack DeJohnette. In dieser Zeit war er Schüler von Jack DeJohnette und Dave Holland.
1989 erhielt er ein Stipendium, um am Berklee College of Music in Boston zu studieren. Dort begann er seine berufliche Karriere als Sideman von Gary Burton, Lyle Mays u. a. Nach Abschluss des Studiums zog er 1994 nach Brooklyn. Seither hat er mit Musikern wie Herbie Hancock, John McLaughlin, Chaka Khan, Joe Zawinul, John Scofield, Paul Simon, Joni Mitchell, Jack DeJohnette, Steve Coleman, Cassandra Wilson, Wallace Roney, Pat Metheny, Geri Allen, Tito Puente, Michael Brecker, Randy Brecker, Mike Stern, Roscoe Mitchell u. a. zusammengearbeitet.
Matt Garrison hat eine Pizzicato-Technik entwickelt, bei der er vier Finger der rechten Hand benutzt.
1998 gründete er die Produktionsfirma GarrisonJazz, welche seine Musik produziert und vermarktet. Mit Fortuna Sung gemeinsam ist er Eigentümer des Brooklyner Studios und Veranstaltungsortes ShapeShifter Lab.
2004 und 2005 gewann er die Rising Star Kategorie in den Down Beat Kritiker Polls (Electric Bass).

## Diskografische Hinweise
- Matthew Garrison – Matthew Garrison (2001)
- Matthew Garrison – Matt Garrison Live (2004)
- Matthew Garrison – Shapeshifter (2004)

als Sideman

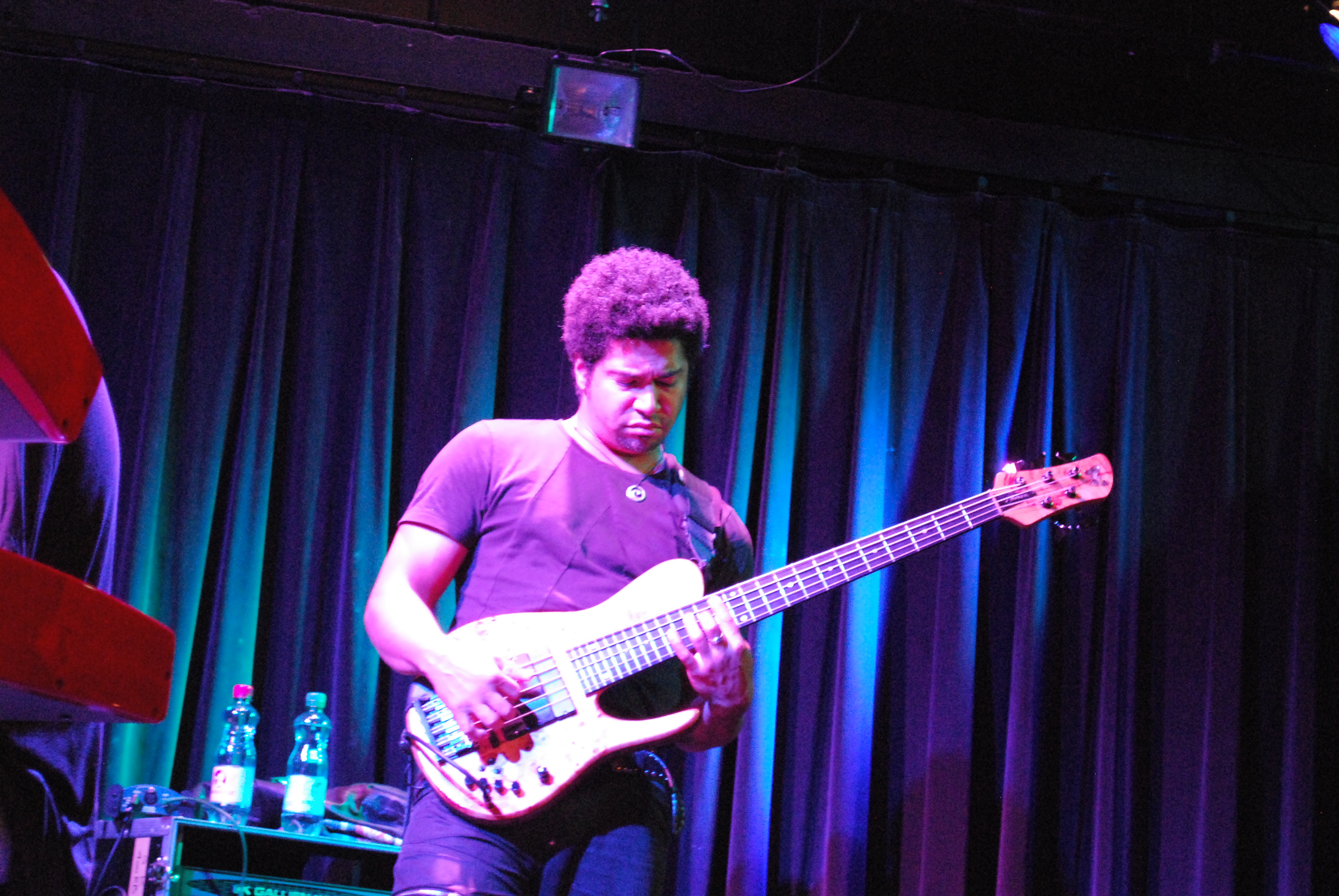
Matt Garrison (2010 in Innsbruck)

- Bob Moses – Time Stood Still (1994)
- Steve Coleman – The Tao of Mad Phat (1995)
- Harry Sokal – Full Circle (1998)
- Jim Beard – Advocate (1999)
- John McLaughlin – The Heart of Things – "Live in Paris" (2000)
- World Saxophone Quartet – Experience (2004)
- Wallace Roney – Prototype (2004)
- Me'shell Ndegeocello – The Spirit Music Jamia: Dance of the Infidel (2005)

## Einzelbelege
1. ↑  Matt Garrisons Homepage
2. ↑  Porträt des Clubs in der New York Times

| Personendaten    | Personendaten                          |
| ---------------- | -------------------------------------- |
| NAME             | Garrison, Matt                         |
| ALTERNATIVNAMEN  | Garrison, Matthew (vollständiger Name) |
| KURZBESCHREIBUNG | US-amerikanischer Jazz-Bassist         |
| GEBURTSDATUM     | 2. Juni 1970                           |
| GEBURTSORT       | New York City                          |